# Sie flogen einen Sommer lang
Sie flogen einen Sommer lang (Originaltitel: The Summer Birds, 1962) ist ein in Deutschland erstmals 1966 erschienener Roman der britischen Schriftstellerin Penelope Farmer. Er ist das erste Buch einer Romanreihe um die Schwestern Charlotte und Emma Friede (im Original: Makepeace), die in England als Aviary-Hall-Trilogie bekannt ist.

## Handlung
Die zwölfjährige Charlotte und ihre zehnjährige Schwester Emma Friede leben zusammen mit ihrem Großvater Elia und der Haushälterin Fräulein Gozzling in einem viktorianischen Haus in den South Downs. Aufgrund der vielen ausgestopften Vögel, Vogelbilder und Käfigen mit lebenden Vögeln wird es Vogelhaus (im Original: Aviary Hall) genannt.

Auf dem morgendlichen Weg in die Dorfschule, wenige Wochen vor den Sommerferien, begegnet den Geschwistern ein geheimnisvoller Junge. Die Mädchen sind fasziniert von seinem seltsamen Verhalten und nehmen ihn mit in ihre Schulklasse. Hier stellt sich heraus, dass Erwachsene den Jungen nicht sehen können, wenn er es nicht wünscht. Weil er sich im Klassenraum langweilt, lockt er Charlotte nach draußen, denn er könne ihr „mehr beibringen als das“. Draußen zeigt er ihr, dass er fliegen kann, und erklärt, dass er es ihr beibringen könne. In den kommenden Tagen und Wochen lehrt der Junge erst die Schwestern Friede, dann auch allen anderen Kindern ihrer Schulklasse das Fliegen. Als die Grundschullehrerin Fräulein Hallibutt das Geheimnis der Kinder erahnt und den Jungen bittet, auch ihr das Fliegen beizubringen, erklärt er ihr: „Ich kann es nur Kindern zeigen. Sie sind – sind zu alt dazu!“ Die Lehrerin behält das Geheimnis für sich und lädt den Jungen dazu ein, seine Tage mit den Kindern in der Schule zu verbringen. Endlich brechen die Sommerferien an, und die Kinder treffen sich, um zum ersten Mal gemeinsam über das Dorf und die South Downs zu fliegen. Sie verbringen einen idyllischen Sommer.

Als einer der Schüler, den die Führerschaft des Jungen ärgert, diesen zu einem Kampf um das Geheimnis seiner unbekannten Herkunft und seiner Absichten herausfordert, gewinnt am Ende der Junge. Er hatte sich als Gewinn das Recht auserbeten, bis zum Ende des Sommers bei den Kindern zu bleiben. Kurz vor Ende der Ferien bittet er die Kinder, ihn an einen „ganz besonderen Ort“ zu begleiten, wo sie alle für immer fliegen könnten. Einzig Charlotte traut ihrem Instinkt und insistiert darauf, erst zu erfahren, wohin er sie alle bringen wolle. Der Junge gibt ihrem Drängen nach und lüftet schließlich sein Geheimnis: Er ist das letzte Exemplar einer fast ausgestorbenen Vogelart, dem der Vogelgott Phönix diesen Sommer als letzte Möglichkeit gegeben habe, seine Art zu neuem Aufleben zu bringen. Auf seiner Insel würden sich die Kinder in Vögel verwandeln und nicht mehr zurückkehren können. Charlotte erinnert sich an das Märchen vom Rattenfänger von Hameln und überzeugt die Kinder, die dennoch versucht sind, mit dem Jungen zu fliegen und ein ewig junges Leben ohne Verantwortung zu leben, dass sie ihren Eltern und Freunden den Kummer über ihr Verschwinden nicht zumuten dürften. Einzig Magdalene Hobbin, die von allen Maggot genannt wird und ohne Eltern bei ihrem lieblosen Onkel aufwächst, schließt sich dem Jungen an. Sie nutzt ihre Chance, einem unglücklichen Leben zu entkommen und dem Jungen zu helfen.
Charlotte und die anderen Kinder verabschieden sich, gehen heim und bereiten sich auf den Beginn des neuen Schuljahres vor. Sie haben die Fähigkeit zu fliegen verloren.

## Auszeichnungen
The Summer Birds war 1963 für die Carnegie Medal nominiert und wurde im selben Jahr in die Notable-Books-Liste der American Library Association aufgenommen.

## Fortsetzungen
- Penelope Farmer: Emma in Winter. Illustrated by Laszlo Acs, Chatto & Windus, London 1966 (Nicht ins Dt. übertr.)
- Penelope Farmer: Charlotte Sometimes, Chatto & Windus, London 1969 (2014 als Charlotte durch alle Zeiten ins Dt. übertr.)